# Rio Apure
O Rio Apure é um rio sul-americano que nasce na Venezuela, e cuja bacia hidrográfica abrange também um pouco do território colombiano.
Nasce da confluência dos rios rio Sarare e Uribante perto de Guasdualit, a 3.912 metros de altitude, corre no sentido nordeste, passa por Los Llanos e desagua na margem esquerda do rio Orinoco. Possui 1.038 km de comprimento, e drena uma área de 147.000 km². É um afluente do rio Orinoco. Banha San Fernando de Apure.
Seus principais afluentes são os rios Portuguesa e o Guárico, o rio é navegável em seu trecho final.